# Sydney S. Shulemson
Sydney Simon Shulemson, DFC (22. října 1915 – 25. ledna 2007 Florida) byl kanadský stíhací pilot během druhé světové války. Zároveň se stal nejvíce dekorovaným kanadským vojákem všech dob.
Byl židovského původu, jeho předkové pocházeli z ortodoxní židovské rodiny z města Bacău v jižním Rumunsku. Do Montréalu se přistěhovali na konci 19. století.
Vyrůstal v Montrealu, následně studoval na McGillově universitě. Do Royal Canadian Air Force vstoupil 10. září 1939 a v roce 1942 zde promoval na letecké škole. Ihned byl zařazen k 404. peruti RCAF ve skotském Wicku, kde létal na strojích Bristol Beaufighter. Svůj první sestřel si připsal za zničený německý létající člun. Velmi brzy se stal průkopníkem techniky raketových útoků na lodě Osy v Severním Atlantiku.
Okamžitě po skončení druhé světové války se zapojil do budování nově vzniklého Izraelského letectva a neúnavně rekrutoval piloty a sháněl letadla pro nově vzniklý stát.
Oženil se v roce 1989, poté žil na Floridě, kde také v roce 2007 zemřel ve věku 92 let.

## Ocenění
- Záslužný letecký kříž (DFC)